# 韓匡胤
韓匡胤（？—？），蓟州玉田县（今河北省唐山市玉田县）人，辽朝政治人物，韩知古的儿子，韩匡嗣的弟弟。
韓匡胤历任州县。官至镇安军节度使、判户部院事，赠太傅。其子韩琬，字象先，官至辽兴军节度使、检校太师。韩琬次子韩相，字世栱，以战功官至辽兴军衙内马步军都指挥使。开泰二年七月在永安军去世，时年四十一岁，其子韩奴子、韩大狗。